# Longaví
Longaví is een gemeente in de Chileense provincie Linares in de regio Maule. Longaví telde 30.534 inwoners in 2017 en heeft een oppervlakte van 1454 km².

## Geboren
- Arturo Alessandri (1868-1950), president van Chili